# Хам Сан Мён
Хам Сан Мён (кор. 함상명; род. 10 ноября 1995, Сихын, Кёнгидо) — южнокорейский боксёр, представитель легчайшей весовой категории. Выступал за национальную сборную Южной Кореи по боксу в 2014—2017 годах, чемпион Азиатских игр, победитель турниров международного и национального значения, участник летних Олимпийских игр в Рио-де-Жанейро.

## Биография
Хам Сан Мён родился 10 ноября 1995 года в городе Сихын провинции Кёнгидо, Южная Корея. Приходится племянником известному южнокорейскому боксёру Хван Сон Бому, участнику Олимпийских игр 2000 года в Сиднее.
Занимался боксом во время учёбы в университете в Йонъине, также проходил подготовку в Сеуле.
Первого серьёзного успеха на взрослом международном уровне добился в сезоне 2014 года, когда вошёл в основной состав южнокорейской национальной сборной и выступил на домашних Азиатских играх в Инчхоне, где одержал победу в зачёте легчайшей весовой категории, в том числе в финале взял верх над китайцем Чжаном Цзявэем. Также в этом сезоне выступил на Открытом чемпионате Китая в Гуйяне и выиграл международный турнир в Тайбэе.
В 2015 году боксировал на чемпионате Азии в Бангкоке, где уже в 1/8 финала легчайшего веса был остановлен узбеком Муроджоном Ахмадалиевым.
На Всемирном олимпийском квалификационном турнире в Баку выступил неудачно, но благодаря череде удачных выступлений в лиге AIBA Pro Boxing всё же удостоился права защищать честь страны на летних Олимпийских играх 2016 года в Рио-де-Жанейро. На Играх в стартовом поединке категории до 56 кг раздельным решением судей выиграл у венесуэльца Виктора Родригеса, тогда как во втором бою в 1/8 финала единогласным решением потерпел поражение от китайца Чжана Цзявэя.
После Олимпиады в Рио Хам ещё в течение некоторого времени оставался в составе боксёрской команды Южной Кореи и продолжал принимать участие в крупнейших международных турнирах. Так, в 2017 году он выиграл южнокорейское национальное первенство в Йонаме, отметился победой на международном турнире в Тайбэе.